# Charcas, San Luis Potosí
Charcas är en kommunhuvudort i Mexiko.   Den ligger i kommunen Charcas och delstaten San Luis Potosí, i den centrala delen av landet, 500 km nordväst om huvudstaden Mexico City. Charcas ligger 2 014 meter över havet och antalet invånare är 11 365.
Terrängen runt Charcas är kuperad åt nordväst, men åt sydost är den platt. Runt Charcas är det glesbefolkat, med 8 invånare per kvadratkilometer. Charcas är det största samhället i trakten. Omgivningarna runt Charcas är i huvudsak ett öppet busklandskap.